# Pico del Reloj
El pico del Reloj se encuentra en la sierra del Endrinal, a su vez situada en el Parque Natural de la Sierra de Grazalema, en la provincia de Cádiz (España).
Se encuentra a una altitud de 1535 m s.n.m., aunque en otras hojas cartográficas lo sitúan a 1545 m s.n.m.
Dicha montaña es de naturaleza kárstica y en su cima se encuentra un vértice geodésico del Instituto Geográfico Nacional de España.
Comparte cordal con el vecino Pico Simancón.

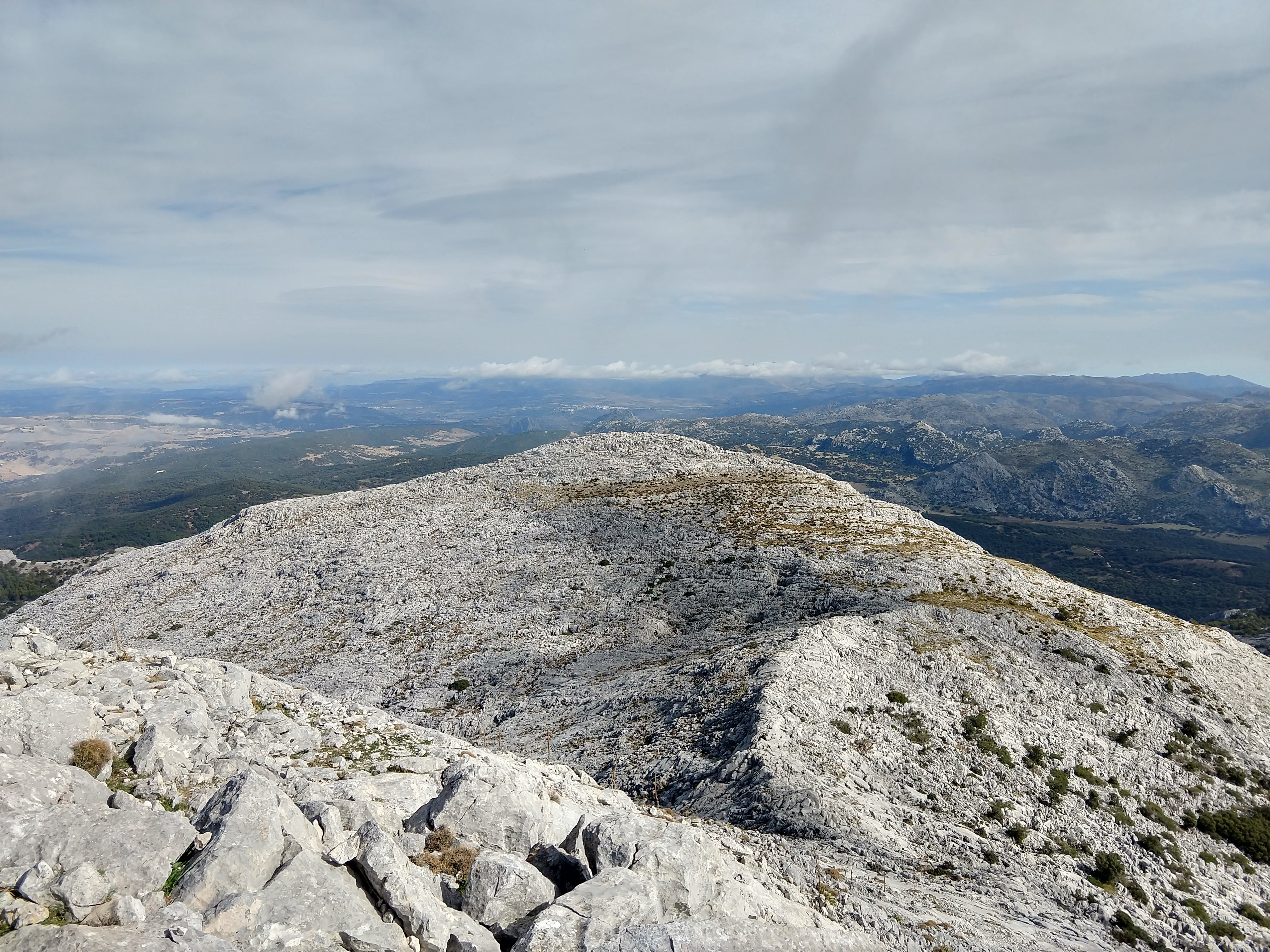
Cima del Pico Reloj